# Britney Jean
Britney Jean (с англ. — «Бритни Джин») — восьмой студийный альбом американской певицы Бритни Спирс, выпущенный 3 декабря 2013 года на лейбле RCA Records; первый альбом Спирс, вышедший на другом лейбле, после роспуска Jive Records. 16 сентября 2013 года был выпущен первый сингл из альбома «Work Bitch». В коммерческом плане альбом не добился успеха. По состоянию на июль 2016 года продажи альбома в США составляют 272 000 копий. Во всём мире было продано 700 000 копий альбома.

## Предыстория
Впервые о том, что Спирс работает над восьмым студийным альбомом, было объявлено в декабре 2012 года. Позже стало известно, что will.i.am будет исполнительным продюсером нового проекта. 17 сентября 2013 года, на шоу Good Morning America Спирс сообщила, что альбом ещё не имеет названия, и будет выпущен 3 декабря 2013 года. На вопрос, какая её любимая песня в новом альбоме, Спирс назвала балладу «Perfume», написанную австралийской певицей Сией Фёрлер.
15 октября 2013 года, во время пребывания в Лондоне, Спирс посетила радио Capital и объявила, что новый альбом получил название Britney Jean. Певица пояснила, что это личное название, потому что так её называют члены семьи, и ей хотелось разделить этот личностный смысл с поклонниками.
Спирс несколько раз упомянула, что этот альбом является её самой личной записью на сегодняшний день. Исполнительный продюсер will.i.am сказал, что встречался с ней много раз, чтобы обсудить её вдохновение и надежды на новую пластинку. Спирс раскрыла, что одной из тем этого альбома будет её разрыв с бывшим женихом Джейсоном Травиком. 25 октября, вместе с открытым письмом к поклонникам, Спирс представила обложку альбома Britney Jean. В письме она описала звучание записи как более личное, чувственное и уязвимое, чем остальная часть её альбомов, но в то же время со штрихами оптимистичного танцевального звучания.

## Создание и запись
"В течение двух месяцев я просто хотел пойти на обед, который полностью отличается от того, к чему вы привыкли. Я сказал: "Давай поговорим о том, что тебя волнует. Давай поговорим о том, что ты сделала в своей карьере. Давай поговорим о времени, проведённом с твоими детьми, давай поговорим о твоём падении. Давай поговорим о том, как ты чувствуешь себя свободной и независимой." Мы начали говорить обо всех этих вещах. Я сказал: "Ты не возражаешь, если я напишу об этом? Я не хочу навязываться, но я хочу взять у тебя интервью. Мне это нужно, чтобы творить."
В октябре 2012 года, когда Спирс была судьёй второго сезона американского музыкального шоу The X Factor, певица была замечена в студии с продюсером Родни Джеркинсом. Джеркинс подтвердил, что он работает со Спирс "в конце этого года. Она пригласила меня на шоу X Factor и попросила сделать с ней кое-что, так что посмотрим что получится, раз уж мы получили шанс поработать вместе." Через месяц, автор песен Элайджа Блейк сказал, что он писал песни со Спирс, и что её фанаты "будут удивлены. Я бы сказал, что это будет определённо "неожиданно" от Бритни во многих отношениях, в том, что она играет с текстурами и ступает на новые основания и жанры. Из разговора с ней ясно, что она определённо пытается выйти за границы этого времени." Однако, в январе 2013 года, Блейк отрицал, что работал над альбомом Спирс, но продюсер Hit-Boy подтвердил это, и сказал, что альбом бы имел "глобальное звучание".
В мае 2013 года, Naughty Boy сказал, что он будет работать с Уильямом Орбитом над восьмой пластинкой певицы, и отметил, что материал "звучит очень хорошо. Я всегда хотел с ней поработать, но я хотел бы сделать что-то немного другое". Также Naughty Boy сказал, что не собирался воссоздать в записи дабстеп, потому что "Я большой поклонник поп-музыки и этой культуры, и я определённо хочу сохранить это движение. Я не пытаюсь сделать то, что вы слышали раньше. Это другое." В том же месяце, will.i.am сказал, что начал запись песен со Спирс, комментируя: "даже прежде чем мы начали, у нас была связь, доверие и комфорт. Я никогда прежде не работал как сейчас. Даже с Black Eyed Peas."
12 июля 2013 года, Спирс написала в Твиттере: "Провела удивительный день с красивой и талантливой Сиэ. Мы вместе написали такую особенную песню." Позже стало известно, что песня, над которой они вместе работали — это баллада «Perfume». В августе 2013 года, певица отправилась в Озёрный край (Великобритания), чтобы закончить работу с Naughty Boy и Орбитом. 25 октября 2013 года, Спирс опубликовала на своём официальном сайте рукописное письмо поклонникам, в котором сказала о её восьмом альбоме: "Я прошла через многое в последние несколько лет, и это действительно вдохновило меня копать глубже и писать песни, с которыми, я думаю, каждый найдёт общий язык." Она также сказала: "Работая с такими людьми как Сиэ, Уильям Орбит, и конечно же will.i.am я обрела удивительный опыт. Они выслушали все мои идеи и помогли воплотить их в жизнь."

## Композиция
Britney Jean — это концептуальный альбом об "одиночестве поп-жизни". Второй трек из альбома «Work Bitch» является танцевальной песней с влиянием электронной танцевальной музыки, в которой Спирс неоднократно призывает поклонников "приступить к работе". Третий трек «Perfume» — это мощная баллада, вдохновлённая стилем 1980-х годов, которую Спирс описывает как невероятно особенную для неё, потому что она ей очень близка, такая история знакома всем. "Каждый прошёл через незащищённое место в отношениях, что сделало их уязвимыми, и я думаю, что эта песня описывает это."

## Синглы
Первый сингл «Work Bitch» был выпущен 16 сентября 2013 года. Песня была хорошо принята поклонниками ,но критики не оценили композицию, прогнозируя ей небольшие продажи. Песня дебютировала под #12 в американском чарте Billboard Hot 100. Сингл продан в размере 182.000 копий в первую неделю продаж. Видеоклип на «Work Bitch» также получил положительные отзывы, причём большинство похвалили танцы Спирс.
Вторым синглом стала композиция «Perfume», написанная Бритни в соавторстве с певицей Сия, выпущенная 3 ноября 2013 года. Песня не была успешна в чартах.
Альбом был выпущен 3 декабря, и спустя всего 19 минут после официального выхода альбома Бритни Спирс возглавила альбомный чарт "iTunes" побив рекорд Майли Сайрус с диском “Bangerz” которому понадобилось для этого 35 минут.

## Промо

### Промо альбома
Бритни нигде не выступала с песнями для продвижения альбома, это весьма сказалось на продажах синглов и самого альбома. Аналитики предсказывали, что новый альбом будет на 4 месте по продажам 1-й недели. Аналитики оказались правы, альбом "Britney Jean" стартовал с 4-го места в "Billboard Hot 200" с продажами лишь 107 тысяч копий в первую неделю.

### Britney: Piece of Me
В отличие от предыдущих релизов, с синглом «Work Bitch» Спирс нигде не выступала. Вместо этого, на шоу Good Morning America она сообщила, что подписала двухлетний контракт на выступления в казино Planet Hollywood Resort and Casino в Лас-Вегасе под названием Britney: Piece of Me. Первое шоу состоится 27 декабря 2013 года, и последующие выступления продлятся до 2015 года.

## Список композиций
| №   | Название                                   | Автор(ы) | Продюсер(ы)                                                                                         | Длительность |
| --- | ------------------------------------------ | --- | --------------------------------------------------------------------------------------------------- | ------------ |
| 1.  | «Alien»                                    | Britney Spears, William Orbit, Dan Traynor, Ana Diaz, Anthony Preston                                               | Orbit, HyGrade, Preston                                                                             | 3:56         |
| 2.  | «Work Bitch»                               | Spears, William Adams, Otto Jettman, Sebastian Ingrosso, Preston, Ruth-Anne Cunningham                              | Ingrosso, Otto Knows, will.i.am, Preston                                                            | 4:07         |
| 3.  | «Perfume»                                  | Spears, Sia Furler, Christopher Blaide                                                                              | will.i.am, Keith Harris, Braide                                                                     | 3:59         |
| 4.  | «It Should Be Easy» (featuring will.i.am)  | Spears, Adams, David Guetta, Giorgio Tuinfort, Ники Ромеро, Marcus van Wattum                                       | Guetta, Tuinfort, Nicky Romero, van Wattum, will.i.am, Preston                                      | 3:26         |
| 5.  | «Tik Tik Boom» (featuring T.I.)            | Spears, Preston, Onique "Sparrow" Williams, Clifford Joseph Harris, Jr., Andre Lindal, Damien LeRoy, Joakim Haukaas | Preston, LeRoy                                                                                      | 2:57         |
| 6.  | «Body Ache»                                | Spears, Guetta, Tuinfort, Luciana Caporaso, Nick Clow, Myah Marie Langston, Preston, Richard Gonzalez, Jose Luna    | Guetta, Tuinfort, will.i.am, Preston                                                                | 3:25         |
| 7.  | «Til It's Gone»                            | Spears, Jenson Vaughan, Rosette Sharma, Preston, Tuinfort, Guetta, Adams                                            | Tuinfort, will.i.am, Preston                                                                        | 3:42         |
| 8.  | «Passenger»                                | Spears, Thomas Pentz, Furler, Andrew Swanson, Katy Perry                                                            | Diplo, Preston                                                                                      | 3:40         |
| 9.  | «Chillin' with You» (featuring Jamie Lynn) | Spears, Adams, Preston, Joshua Lopez                                                                                | will.i.am, Freshmen III, Preston                                                                    | 3:38         |
| 10. | «Don’t Cry»                                | Spears, Adams, Lopez, Gonzalez                                                                                      | will.i.am, Richard Vission, Chico Bennett, Zach "Reazon" Heiligman, William "DJ Keebz" Kebler, LWAM | 3:14         |

| №   | Название                     | Автор(ы)                                                       | Продюсер(ы)                         | Длительность |
| --- | ---------------------------- | -------------------------------------------------------------- | ----------------------------------- | ------------ |
| 11. | «Brightest Morning Star»     | Spears, Lukadz Gottwald, Furler, Henry Walter                  | Dr. Luke, Cirkut, Preston, Braide   | 2:59         |
| 12. | «Hold on Tight»              | Spears, Allan P. Grigg                                         | Kool Kojak, Preston, Peter Carlsson | 3:27         |
| 13. | «Now That I Found You»       | Spears, Danny O'Donoghue, Tuinfort, Guetta, Frederic Riesterer | Tuinfort, will.i.am, Preston        | 4:16         |
| 14. | «Perfume» (The Dreaming Mix) | Spears, Furler, Braide                                         | Braide                              | 4:02         |

| №   | Название                           | Автор(ы)                                              | Продюсер(ы)                                             | Длительность |
| --- | ---------------------------------- | ----------------------------------------------------- | ------------------------------------------------------- | ------------ |
| 15. | «Work Bitch» (The Jane Doze Remix) | Spears, Adams, Jettman, Ingrosso, Preston, Cunningham | Ingrosso, Otto Knows, will.i.am, Preston, The Jane Doze |              |
| 16. | «Work Bitch» (7th Heaven Club Mix) | Spears, Adams, Jettman, Ingrosso, Preston, Cunningham | Ingrosso, Otto Knows, will.i.am, Preston, 7th Heaven    |              |

## Чарты
| Чарт (2013)                              | Высшая позиция |
| ---------------------------------------- | -------------- |
| Australian Albums (ARIA)                 | 12             |
| Austrian Albums (Ö3 Austria)             | 13             |
| Belgian Albums (Ultratop Flanders)       | 32             |
| Belgian Albums (Ultratop) Wallonia)      | 26             |
| Canadian Albums Chart (Billboard)        | 7              |
| Danish Albums (Hitlisten)                | 27             |
| Dutch Albums (MegaCharts)                | 36             |
| Finnish Albums (Suomen virallinen lista) | 24             |
| French Albums (SNEP)                     | 22             |
| German Albums (Media Control)            | 20             |
| Greek Albums (IFPI)                      | 33             |
| Irish Albums (IRMA)                      | 15             |
| Japanese Albums (Oricon)                 | 17             |
| New Zealand Albums (Recorded Music NZ)   | 22             |
| Norwegian Albums (VG-lista)              | 16             |
| Scottish Albums (OCC)                    | 30             |
| South Korean Albums (Gaon)               | 20             |
| Spanish Albums (PROMUSICAE)              | 12             |
| Swedish Albums (Sverigetopplistan)       | 28             |
| Swiss Albums (Schweizer Hitparade)       | 9              |
| Taiwanese Albums (G-Music)               | 15             |
| UK Albums (OCC)                          | 34             |
| US Billboard 200                         | 4              |

## История релиза
| Страна    | Дата           | Формат                   | Лейбл      | Издание          |
| --------- | -------------- | ------------------------ | ---------- | ---------------- |
| Германия  | 29 ноября 2013 | CD, цифровая дистрибуция | Sony Music | Standard, Deluxe |
| Австралия | 29 ноября 2013 | CD, цифровая дистрибуция | Sony Music |                  |
| США       | 3 декабря 2013 | CD, цифровая дистрибуция | RCA        | Standard, Deluxe |
| Канада    | 3 декабря 2013 | CD, цифровая дистрибуция | Sony Music |                  |
| Япония    | 4 декабря 2013 | CD, цифровая дистрибуция | Sony Music |                  |